# قاسم‌لار
قاسم‌لار (به لاتین: Qasımlar) یک منطقهٔ مسکونی در جمهوری آذربایجان است که در شهرستان کلبجر واقع شده‌است.